# Леопольд IV (герцог Ангальта)
Леопольд IV Фридрих Ангальт-Дессауский (нем. Leopold IV. Friedrich, Herzog von Anhalt-Dessau; 1 октября 1794, Дессау — 22 мая 1871, Дессау) — германский принц из княжеского рода Аскании. С 1817 года правитель Ангальт-Дессау, с 1863 года первый правитель объединённого герцогства Ангальт. Был старшим сыном принца Фридриха Ангальт-Дессауского и Амалии Гессен-Гомбургской.

## Биография
После смерти отца в 1814 году Леопольд стал наследником герцогства Ангальт-Дессау, а после смерти деда Леопольда III наследовал титул герцога. Личным помощником герцога был Кристиан Растер, немецкий государственный деятель. Во время революции 1848 года герцог был вынужден предоставить конституцию Дессау 29 октября 1848 года. Она была отменена 4 ноября 1849 года и заменена на новую в октябре 1859 года. 27 ноября 1847 года Леопольд унаследовал герцогство Ангальт-Кётен от своего кузена герцога Генри. По итогам договора, заключённому с Ангальт-Бернбургом в мае 1853 года оба герцогства были объединены и названы Ангальт-Дессау-Кётен. После смерти 19 августа 1863 года кузена Александра Карла Леопольд наследовал герцогство, а 30 августа принял титул «герцог Ангальтский». После его смерти 22 мая 1871 года наследником стал Фридрих I.

### Семья
18 апреля 1818 года в Берлине Леопольд женился на Фридерике Вильгельмине Прусской (30 сентября 1796 — 1 января 1850), дочери Фридриха Людвига Карла Прусского и Фридерики Мекленбург-Стрелицкой. У супругов родилось шесть детей:
| Имя                      | Дата рождения    | Дата смерти     | Примечания                                                                 |
| ------------------------ | ---------------- | --------------- | -------------------------------------------------------------------------- |
| Фридерика Амалия Августа | 28 ноября 1819   | 11 декабря 1822 | умерла в детстве                                                           |
| Фридерика Амалия Агнесса | 24 июня 1824     | 23 октября 1897 | 28 апреля 1853 года вышла замуж за Эрнста I Саксен-Альтенбургского.        |
| сын                      | 3 августа 1825   | 3 августа 1825  | умер вскоре после рождения.                                                |
| сын                      | 3 ноября 1827    | 3 ноября 1827   | умер вскоре после рождения.                                                |
| Фридрих                  | 29 апреля 1831   | 24 января 1904  | 22 апреля 1854 года женился на принцессе Антуанетте Саксен-Альтенбургской. |
| Мария Анна               | 14 сентября 1837 | 12 мая 1906     | 29 ноября 1854 года вышла замуж за принца Фридриха Карла Прусского.        |

## Некоторые награды
- Орден Святого апостола Андрея Первозванного (5 (17) ноября 1834 года[5])